# Jānis Urbanovičs

Jānis Urbanovičs (2018)

Jānis Urbanovičs (* 23. März 1959 in Rēzekne, Lettische SSR) ist ein lettischer Politiker. Er war von 1994 bis 2022 Mitglied der Saeima.

## Biographie
Nach dem Schulbesuch in Rēzekne absolvierte Urbanovičs bis 1982 ein Studium der Fachrichtung Wasserbau-Ingenieurwesen an der Lettische Akademie für Landwirtschaft in Jelgava.
Von 1984 bis 1991 war Jānis Urbanovičs Sekretär des Zentralkomitees des Komsomol der Lettischen SSR. 1993 kandidierte er für das Wahlbündnis Saskaņa Latvijai – Atdzimšana Tautsaimniecībai zunächst erfolglos bei den Wahlen zur 5. Saeima, rückte aber 1994 für Ernst Jurkans ins Parlament nach. 1994 trat er der neuen Partei Tautas Saskaņas partija des ehemaligen Außenministers Jānis Jurkāns bei. 1995 und 1998 wurde Urbanovičs für die Tautas Saskaņas partija wiedergewählt, 2002 für das Parteienbündnis Par Cilvēka Tiesībām Vienotā Latvijā. 2005 gründete er mit anderen die Gruppierung Saskaņas Centrs und wurde auf deren Liste 2006 erneut in die Saeima gewählt. 2010 schlossen sich die Tautas Saskaņas partija, deren Vorsitz er seit 2005 innehatte, die Sociāldemokrātiskā partija-SDP und Jaunais Centrs zur neuen Partei „Sociāldemokrātiskā partija „Saskaņa““ zusammen.
Bei den Wahlen 2010 kandidierte Urbanovičs erfolglos für das Amt des lettischen Ministerpräsidenten. Entgegen den vorausgegangenen Umfragen scheiterte Saskaņa und blieb in der Opposition. Schlagzeilen machte Urbanovičs, als er nach seiner Niederlage das Interesse an der Arbeit als Parlamentarier verlor und in den ersten neun Monaten der neuen Legislaturperiode fast der Hälfte aller Abstimmungen (653 von 1394) fernblieb, dreimal so oft wie der „zweitfaulste“ Abgeordnete. Bei der Parlamentswahl 2022 scheiterte seine Partei an der Fünf-Prozent-Hürde.

## Familie
Jānis Urbanovičs ist verheiratet und hat zwei Töchter und einen Sohn.